# Pseudophilautus wynaadensis
Pseudophilautus wynaadensis es una especie de anfibio anuro de la familia Rhacophoridae. Es una rana arbórea y nocturna endémica de los Ghats occidentales (India) entre 900 y 1200 metros de altitud. Se encuentra en peligro de extinción debido a la destrucción de su hábitat natural para transformarlo en zonas de cultivo.